# 체임벌린 (악기)
체임벌린(Chamberlin)은 전자 건반 악기의 일종으로 멜로트론의 전신에 해당하는 악기이다.
1949년 ~ 1956년에 미국의 발명가 해리 체임벌린(Harry Chamberlin)이 발명하였으며, 미국 아이오와주와 위스콘신주에서 특허권을 획득하였다. 체임벌린'은 다양한 모델과 버전으로 제작되었다. 현재 제작되고 판매되는 대부분의 건반 기반의 전자 악기들이 드럼 머신 기능을 포함하고 있는데 대부분의 드럼용 키 배치는 해리 체임벌린의 아들 리처드 가 고안한 방식을 따른다.

## 참고사항
1. ↑  Phantom Orchestra at Your Fingertips interview of Harry Chamberlin by Len Epand, Crawdaddy! magazine, April 1976, accessed 12 July 2009